# Hideki Saijō
Hideki Saijō (japonès: 西城秀樹)  (Hiroshima, 13 d'abril de 1955 - Yokohama, 16 de maig de 2018) va ser un famós cantant i una celebritat a la televisió japonesa famós per cantar la versió japonesa de la cançó d'èxit de Village People "Y.M.C.A.", anomenada "Home young". Als anys setanta, el van anomenar "New Big Three" (新 御 三家, shin gosanke?) Amb Goro Noguchi i Hiromi Go. Tot i que la versió original era camp, la versió de Saijō tenia la intenció d'inspirar seriosament els "joves".

## Carrera
La carrera de Saijō es va estendre durant tres dècades. Va tornar a guanyar popularitat a la dècada de 1990 en l'anime Chibi Maruko-chan i en llançar una versió de la cançó " Bailamos " d'Enrique Iglesias. També va cantar el tema i es va convertir en el personatge (creat especialment per a la versió japonesa - Lucky Mucho) a L'emperador i les seves bogeries i també va interpretar "Turn a Turn", la primera cançó temàtica d'obertura Gundam.
A finals de la dècada de 1990, també va aparèixer en un episodi del programa de cuina japonès Iron Chef com a jutge convidat, per a la batalla de l’arròs, en què participaven l'Iron Chef japonès Masaharu Morimoto i el xef xinès Masayoshi Kimura.
El 2003, al voltant del moment en què sortia el seu 85è senzill, va patir un cop lleu mentre actuava a Corea. Després de la rehabilitació, el 2006 va llançar el seu 86è senzill, "Meguriai".
El 2009 va llançar un senzill descarregable, "Vegetable Wonderful", lligat al programa NHK, Time for Vegetables.

## Vida personal i mort
Saijo es va casar amb Miki Makihara el 2001 i van tenir una filla i dos fills.
El juny de 2003, mentre promocionava la seva nova cançó llançada a Corea del Sud, Saijo va patir un ictus que va provocar que la seva parla quedés parcialment deteriorada. Després de diversos anys de rehabilitació, Saijo anava cap a la recuperació total fins que el 2011 va recaure en un infart cerebral, cosa que va provocar que el seu costat dret quedés paralitzat. Malgrat la seva salut deficient, Saijo va continuar amb coratge per complaure els seus seguidors.
Saijo va morir per insuficiència cardíaca aguda a un hospital de Yokohama el 16 de maig de 2018.

## Discografia
- Koi suru kisetsu (1972)
- Koi no yakusoku (1972)
- Chance wa ichido (1972)
- Seishun ni kakeyo (1972)
- Jonetsu no arashi (1973)
- Chigireta ai (1973)
- Ai no jujika (1973)
- Bara no kusari (1974)
- Hageshii koi (1974)
- Kizudarake no Lola (1974)
- Kono ai no tokimeki (1975)
- Koi no boso (1975)
- Shiroi kyokai (1975)
- Kimiyo dakarete atsuku nare (1976)
- Jaguar (1976)
- Wakaki shishitachi (1976)
- Last scene (1976)
- Boomerang street (1977)
- Sexy rock’n roller (1977)
- Botan wo hazuse (1977)
- Boots wo nuide choshoku wo (1978)
- Anata to ai no tameni (1978)
- Honoo (1978)
- Blue sky blue (1978)
- Haruka naru koibito e (1978)
- YOUNG MAN (Y.M.C.A.) (1979)
- Hop step jump (1979)
- Yuki ga areba (1979)
- Ai no sono (1980)
- Oretachi no jidai (1980)
- Nemurenu yoru (1980)
- Santa maria no inori (1980)
- Little girl (1981)
- Sexy girl (1981)
- Sentimental girl (1981)
- Gypsy (1981)
- Minami jujisei (1982)
- Seishojo (1982)
- Hyoryusha tachi (1982)
- Gyarando (1983)
- Night game (1983)
- Do you know (1984)
- Dakishimete jiruba (1984)
- Ichimankonen no ai (1985)
- Ude no nakae (1985)
- Tsuioku no hitomi (1986)
- Rain of dream (1986)
- Yakusoku no tabi (1986)
- New York girl (1987)
- Blue sky (1988)
- Hashire Shojikimono (1991)
- Sayyea Jan-go (1994)
- Tasogareyo sobani ite (1995)
- Moment (1997)
- 2R kara hajimeyo (1998)
- Saigo no ai (1999)
- Turn A Turn (opening theme for ∀ Gundam Episodes 2~28) (1999)
- Bailamos ~ Tonight we dance (1999)
- Love torture (2000)
- Toki no kizahashi (2000)
- Jasmine (2001)
- Everybody dance (2002)
- Sodai gomi Ja ne (2003)
- Meguriai (2006)
- "Vegetable wonderful" (2009)
- "Shinkiro" (2015)

## Premis
- 1973, 15è Premis del Rècord del Japó, Premi Vocal
- 1974, 16è premi Japan Record, premi vocal
- 1976, 18è premi japonès de discos, premi vocal
- 1978, 20è Premis del Rècord del Japó, Premi d’Or
- 1979, 21è Japan Record Awards, Premi d’Or
- 1980, 22è Japan Record Awards, Premi d’Or
- 1981, 23è Japan Record Awards, Premi d’Or
- 1982, 24è Premis del Rècord del Japó, Premi d’Or
- 1983, 25è Premis del Rècord del Japó, Premi d’Or
- 2018, 60è Premis del Rècord del Japó, Premi a la realització especial